# Eufidonia convergaria
Eufidonia convergaria là một loài bướm đêm trong họ Geometridae.